# Сгарби-Молон (Ређо Емилија)
Сгарби-Молон је насеље у Италији у округу Ређо Емилија, региону Емилија-Ромања.
Према процени из 2011. у насељу је живело 107 становника. Насеље се налази на надморској висини од 18 м.